# نوپسرها سکسپونکتاتا
نوپسرها سکسپونکتاتا یک گونه سوسک از خانوادهٔ سوسک‌های شاخک‌دراز است. شورولت در سال ۱۸۵۷ این گونه را توصیف و بررسی کرد.

## انواع
- Nupserha sexpunctata var. impuncticollis Breuning, 1950
- Nupserha sexpunctata var. bipuncticollis Breuning, 1950